# Deuxième circonscription de l'Hérault
La deuxième circonscription de l'Hérault est l'une des neuf circonscriptions législatives françaises que compte le département de l'Hérault (34) situé en région Occitanie.

## Description géographique et démographique

### De 1958 à 1986
Le département avait cinq circonscriptions.
La deuxième circonscription de l'Hérault était composée de :
- canton d'Aniane
- canton du Caylar
- canton de Claret
- canton de Clermont-l'Hérault
- canton de Ganges
- canton de Gignac
- canton de Lodève
- canton de Lunas
- canton des Matelles
- canton de Montpellier-3
- canton de Saint-Martin-de-Londres

Source : Journal Officiel du 13-14 Octobre 1958.

### Depuis 1988
La deuxième circonscription de l'Hérault a été créée par le découpage électoral de la loi n°86-1197 du 24 novembre 1986, et regroupait les divisions administratives suivantes : canton de Montpellier-2, canton de Montpellier-7, canton de Montpellier-9, canton de Montpellier-10. 
Depuis l'ordonnance no 2009-935 du 29 juillet 2009, ratifiée par le Parlement français le 21 janvier 2010, elle regroupe les divisions administratives suivantes : Cantons de Montpellier-1, Montpellier-3, Montpellier-7, Montpellier-9.
Après le redécoupage des cantons de 2014, la deuxième circonscription englobe une partie de chaque canton de Montpellier (Montpellier-1, Montpellier-2, Montpellier-3, Montpellier-4, Montpellier-5 et Montpellier-Castelnau-le-Lez), sans pour autant englober un canton entièrement. 
D'après le recensement général de la population en 2022, réalisé par l'Institut national de la statistique et des études économiques (INSEE), la population totale de cette circonscription est estimée à 124529 habitants,.

| Nom         | Code Insee | Intercommunalité                   | Superficie (km2) | Population (dernière pop. légale) | Densité (hab./km2) |
| ----------- | ---------- | ---------------------------------- | ---------------- | --------------------------------- | ------------------ |
| Montpellier | 34172      | Montpellier Méditerranée Métropole | 56,88            | 307 101 (2022)                    | 5 399              |

- fraction de la commune de Montpellier incluse dans la circonscription (anciens canton de Montpellier-1, Montpellier-3, Montpellier-7 et Montpellier 9) : 124 529 habitants

## Historique des députations
| Législature | Début de mandat | Fin de mandat  | Député              | Parti politique | Observations |
| ----------- | --------------- | -------------- | ------------------- | --------------- | --- |
| Ire         | 9 décembre 1958 | 9 octobre 1962 | Paul Coste-Floret   | MRP             | Mandat écourté à la suite d'une dissolution parlementaire décidée par Charles de Gaulle.                                                       |
| IIe         | 6 décembre 1962 | 2 avril 1967   | Paul Coste-Floret   | MRP             | |
| IIIe        | 3 avril 1967    | 30 mai 1968    | Gilbert Sénès       | SFIO            | Maire de Gignac et conseiller général de l'Hérault ; Mandat écourté à la suite d'une dissolution parlementaire décidée par Charles de Gaulle.  |
| IVe         | 11 juillet 1968 | 1er avril 1973 | Georges Clavel      | UDR             | |
| Ve          | 2 avril 1973    | 2 avril 1978   | Gilbert Sénès       | PS              | Maire de Gignac et conseiller général de l'Hérault.                                                                                            |
| VIe         | 3 avril 1978    | 22 mai 1981    | Gilbert Sénès       | PS              | Maire de Gignac et conseiller général de l'Hérault. Mandat écourté à la suite d'une dissolution parlementaire décidée par François Mitterrand. |
| VIIe        | 2 juillet 1981  | 1er avril 1986 | Gilbert Sénès       | PS              | Maire de Gignac et conseiller général de l'Hérault.                                                                                            |
| IXe         | 23 juin 1988    | 1er avril 1993 | Gérard Saumade      | PS              | Président du conseil général, maire de Saint-Mathieu-de-Tréviers                                                                               |
| Xe          | 2 avril 1993    | 21 avril 1997  | Bernard Serrou,     | RPR,            | Mandat écourté à la suite d'une dissolution parlementaire décidée par Jacques Chirac.                                                          |
| XIe         | 12 juin 1997    | 18 juin 2002   | Georges Frêche      | PS              | Maire de Montpellier |
| XIIe        | 19 juin 2002    | 19 juin 2007   | Jacques Domergue,   | UMP,            | Conseiller régional |
| XIIIe       | 20 juin 2007    | 19 juin 2012   | André Vézinhet      | PS              | Président du Conseil Général |
| XIVe        | 20 juin 2012    | 20 juin 2017   | Anne-Yvonne Le Dain | PS              | Vice-Présidente du conseil régional |
| XVe         | 21 juin 2017    | 21 juin 2022   | Muriel Ressiguier   | LFI PG-ENS      | Conseillère régionale |
| XVIe        | 22 juin 2022    | 9 juin 2024    | Nathalie Oziol      | LFI             | Mandat écourté à la suite d'une dissolution parlementaire décidée par Emmanuel Macron.                                                         |
| XVIIe       | 8 juillet 2024  | En cours       | Nathalie Oziol      | LFI             | |

## Historique des élections

### Élections de 1958
| Candidat       | Candidat              | Parti          | Premier tour | Premier tour | Second tour | Second tour |  |
| Candidat       | Candidat              | Parti          | Voix         | %            | Voix        | %           |  |
| -------------- | --------------------- | -------------- | ------------ | ------------ | ----------- | ----------- |  |
|                | Paul Coste-Floret élu | MRP            | 10 473       | 24,35        | 17 393      | 38,59       |  |
|                | François Delmas       | Modérés        | 9 234        | 21,47        | 15 320      | 33,99       |  |
|                | Paul Balmigère        | PCF            | 8 986        | 20,89        | 12 353      | 27,41       |  |
|                | Henri Doladille       | SFIO           | 7 739        | 17,99        | Retrait     | Retrait     |  |
|                | Vincent Badie         | CR             | 4 835        | 11,24        | Retrait     | Retrait     |  |
|                | Victor Morizon        | UFF            | 1 743        | 4,05         |             |             |  |
|                |                       |                |              |              |             |             |  |
| Inscrits       | Inscrits              | Inscrits       | 62 033       | 100,00       | 62 021      | 100,00      |  |
| Abstentions    | Abstentions           | Abstentions    | 17 816       | 28,72        | 15 684      | 25,29       |  |
| Votants        | Votants               | Votants        | 44 217       | 71,28        | 46 337      | 74,71       |  |
| Blancs et nuls | Blancs et nuls        | Blancs et nuls | 1 207        | 2,73         | 1 271       | 2,74        |  |
| Exprimés       | Exprimés              | Exprimés       | 43 010       | 97,27        | 45 066      | 97,26       |  |

Le suppléant de Paul Coste-Floret était Joseph Aussel, ancien sénateur, avoué, propriétaire viticulteur, maire de Saint-André-de-Sangonis

### Élections de 1962
|                | Paul Coste-Floret sortant réélu | MRP            | 18 004 | 50,43  |  |  |  |
|                | Manuel Bernabeu                 | PCF            | 9 475  | 26,54  |  |  |  |
|                | Pierre Bouyeron                 | SFIO           | 8 221  | 23,03  |  |  |  |
|                |                                 |                |        |        |  |  |  |
| Inscrits       | Inscrits                        | Inscrits       | 64 126 | 100,00 |  |  |  |
| Abstentions    | Abstentions                     | Abstentions    | 24 880 | 38,8   |  |  |  |
| Votants        | Votants                         | Votants        | 39 246 | 61,2   |  |  |  |
| Blancs et nuls | Blancs et nuls                  | Blancs et nuls | 3 546  | 9,04   |  |  |  |
| Exprimés       | Exprimés                        | Exprimés       | 35 700 | 90,96  |  |  |  |

Le suppléant de Paul Coste-Floret était Joseph Aussel.

### Élections de 1967
| Candidat       | Candidat                  | Parti          | Premier tour | Premier tour | Second tour | Second tour |  |
| Candidat       | Candidat                  | Parti          | Voix         | %            | Voix        | %           |  |
| -------------- | ------------------------- | -------------- | ------------ | ------------ | ----------- | ----------- |  |
|                | Gilbert Sénès élu         | FGDS (SFIO)    | 15 347       | 28,48        | 31 438      | 56,62       |  |
|                | Paul Coste-Floret sortant | CD (PDM)       | 13 176       | 24,45        | 24 032      | 43,29       |  |
|                | Georges Clavel            | UD-Ve          | 11 675       | 21,67        | 50          | 0,09        |  |
|                | Manuel Bernabeu           | PCF            | 10 339       | 19,19        | Retrait     | Retrait     |  |
|                | Roger Marguet             | ARLP           | 2 558        | 4,75         |             |             |  |
|                | M. Franco                 | Modérés        | 789          | 1,46         |             |             |  |
|                |                           |                |              |              |             |             |  |
| Inscrits       | Inscrits                  | Inscrits       | 71 404       | 100,00       | 71 491      | 100,00      |  |
| Abstentions    | Abstentions               | Abstentions    | 16 459       | 23,05        | 14 115      | 19,74       |  |
| Votants        | Votants                   | Votants        | 54 945       | 76,95        | 57 376      | 80,26       |  |
| Blancs et nuls | Blancs et nuls            | Blancs et nuls | 1 061        | 1,93         | 1 856       | 3,23        |  |
| Exprimés       | Exprimés                  | Exprimés       | 53 884       | 98,07        | 55 520      | 96,77       |  |

Le suppléant de Gilbert Sénès était René Ferlet, directeur de sociétés, maire de Saint-Georges-d'Orques.

### Élections de 1968
| Candidat       | Candidat              | Parti          | Premier tour | Premier tour | Second tour | Second tour |  |
| Candidat       | Candidat              | Parti          | Voix         | %            | Voix        | %           |  |
| -------------- | --------------------- | -------------- | ------------ | ------------ | ----------- | ----------- |  |
|                | Georges Clavel élu    | UDR (URP)      | 20 265       | 36,57        | 28 360      | 50,23       |  |
|                | Gilbert Sénès sortant | FGDS (SFIO)    | 15 497       | 27,97        | 28 103      | 49,77       |  |
|                | Manuel Bernabeu       | PCF            | 8 561        | 15,45        | Retrait     | Retrait     |  |
|                | Joseph Aussel         | CD (PDM)       | 4 740        | 8,55         |             |             |  |
|                | François Bédel        | RI             | 4 238        | 7,65         |             |             |  |
|                | Pierre Maincent       | PSU            | 1 417        | 2,56         |             |             |  |
|                | Rodolphe Chapelard    | Extrême droite | 691          | 1,25         |             |             |  |
|                |                       |                |              |              |             |             |  |
| Inscrits       | Inscrits              | Inscrits       | 71 466       | 100,00       | 71 463      | 100,00      |  |
| Abstentions    | Abstentions           | Abstentions    | 15 385       | 21,53        | 13 845      | 19,37       |  |
| Votants        | Votants               | Votants        | 56 081       | 78,47        | 57 618      | 80,63       |  |
| Blancs et nuls | Blancs et nuls        | Blancs et nuls | 672          | 1,2          | 1 155       | 2           |  |
| Exprimés       | Exprimés              | Exprimés       | 55 409       | 98,8         | 56 463      | 98          |  |

Le suppléant de Georges Clavel était Jean Waïss, gaulliste de gauche, membre du Mouvement pour le socialisme par la participation.

### Élections de 1973
| Candidat       | Candidat               | Parti          | Premier tour | Premier tour | Second tour | Second tour |  |
| Candidat       | Candidat               | Parti          | Voix         | %            | Voix        | %           |  |
| -------------- | ---------------------- | -------------- | ------------ | ------------ | ----------- | ----------- |  |
|                | Gilbert Sénès élu      | PS (UGSD)      | 21 958       | 33,68        | 38 815      | 57,85       |  |
|                | Georges Clavel sortant | UDR (URP)      | 16 042       | 24,6         | 28 280      | 42,15       |  |
|                | Myriam Costes          | PCF            | 11 670       | 17,9         | Retrait     | Retrait     |  |
|                | Jean-Jacques Pons      | CD (MR)        | 9 835        | 15,08        | Retrait     | Retrait     |  |
|                | Jean Pappas            | CDP            | 3 740        | 5,74         |             |             |  |
|                | Bernard Fontvieille    | LCR            | 1 435        | 2,2          |             |             |  |
|                | Jean-Paul Cros         | OCT            | 519          | 0,8          |             |             |  |
|                |                        |                |              |              |             |             |  |
| Inscrits       | Inscrits               | Inscrits       | 83 498       | 100,00       | 83 516      | 100,00      |  |
| Abstentions    | Abstentions            | Abstentions    | 17 088       | 20,47        | 14 353      | 17,19       |  |
| Votants        | Votants                | Votants        | 66 410       | 79,53        | 69 163      | 82,81       |  |
| Blancs et nuls | Blancs et nuls         | Blancs et nuls | 1 211        | 1,82         | 2 068       | 2,99        |  |
| Exprimés       | Exprimés               | Exprimés       | 65 199       | 98,18        | 67 095      | 97,01       |  |

Le suppléant de Gilbert Sénès était Marcel Vidal, propriétaire viticulteur, conseiller général, maire de Clermont-l'Hérault.

### Élections de 1978
| Candidat       | Candidat                        | Parti          | Premier tour | Premier tour | Second tour | Second tour |  |
| Candidat       | Candidat                        | Parti          | Voix         | %            | Voix        | %           |  |
| -------------- | ------------------------------- | -------------- | ------------ | ------------ | ----------- | ----------- |  |
|                | Gilbert Sénès sortant réélu     | PS             | 26 328       | 30,37        | 49 127      | 54,23       |  |
|                | Jean-Jacques Pons               | UDF (CDS)      | 22 017       | 25,4         | 41 461      | 45,77       |  |
|                | Jacques Bonnet                  | PCF            | 17 478       | 20,16        | Retrait     | Retrait     |  |
|                | Daniel Gachot                   | RPR            | 13 192       | 15,22        |             |             |  |
|                | Edmond Tessier                  | PSU (FA)       | 4 047        | 4,67         |             |             |  |
|                | Marie-Claude Pelletier          | FN             | 1 112        | 1,28         |             |             |  |
|                | Stanislas Szczotkowski          | LO             | 799          | 0,92         |             |             |  |
|                | François Rouet                  | LCR            | 669          | 0,77         |             |             |  |
|                | Geneviève Le Guillanton La Casa | MDD            | 606          | 0,7          |             |             |  |
|                | Francis Collot-Sparte           | Extrême gauche | 441          | 0,51         |             |             |  |
|                |                                 |                |              |              |             |             |  |
| Inscrits       | Inscrits                        | Inscrits       | 107 151      | 100,00       | 107 131     | 100,00      |  |
| Abstentions    | Abstentions                     | Abstentions    | 18 851       | 17,59        | 14 751      | 13,77       |  |
| Votants        | Votants                         | Votants        | 88 300       | 82,41        | 92 380      | 86,23       |  |
| Blancs et nuls | Blancs et nuls                  | Blancs et nuls | 1 611        | 1,82         | 1 792       | 1,94        |  |
| Exprimés       | Exprimés                        | Exprimés       | 86 689       | 98,18        | 90 588      | 98,06       |  |

Le suppléant de Gilbert Sénès était Marcel Vidal. Marcel Vidal est élu sénateur en 1980.

### Élections de 1981
| Candidat       | Candidat                    | Parti          | Premier tour | Premier tour | Second tour | Second tour |  |
| Candidat       | Candidat                    | Parti          | Voix         | %            | Voix        | %           |  |
| -------------- | --------------------------- | -------------- | ------------ | ------------ | ----------- | ----------- |  |
|                | Gilbert Sénès sortant réélu | PS             | 34 472       | 45,10        | 51 791      | 61,55       |  |
|                | Alain Roqueblave            | UDF (PR)       | 26 763       | 35,02        | 32 336      | 38,45       |  |
|                | Jacques Bonnet              | PCF            | 11 080       | 14,50        |             |             |  |
|                | Liam-Christian Fauchard     | PSU            | 1 914        | 2,50         |             |             |  |
|                | Marie-Claude Pelletier      | FN             | 890          | 1,16         |             |             |  |
|                | Henri Talvat                | LCR            | 758          | 0,99         |             |             |  |
|                | Maurice Chaynes             | LO             | 549          | 0,72         |             |             |  |
|                |                             |                |              |              |             |             |  |
| Inscrits       | Inscrits                    | Inscrits       | 115 535      | 100,00       | 115 531     | 100,00      |  |
| Abstentions    | Abstentions                 | Abstentions    | 37 814       | 32,73        | 29 758      | 25,76       |  |
| Votants        | Votants                     | Votants        | 77 721       | 67,27        | 85 773      | 74,24       |  |
| Blancs et nuls | Blancs et nuls              | Blancs et nuls | 1 295        | 1,67         | 1 666       | 1,94        |  |
| Exprimés       | Exprimés                    | Exprimés       | 76 426       | 98,33        | 84 107      | 98,06       |  |

Le suppléant de Gilbert Sénès était Jean-Pierre Vignau, universitaire, ancien adjoint au maire de Montpellier, conseiller général du canton de Montpellier-9.

### Élections de 1988
| Candidat       | Candidat           | Parti          | Premier tour | Premier tour | Second tour | Second tour |  |
| Candidat       | Candidat           | Parti          | Voix         | %            | Voix        | %           |  |
| -------------- | ------------------ | -------------- | ------------ | ------------ | ----------- | ----------- |  |
|                | Gérard Saumade élu | PS             | 13 952       | 43,69        | 18 833      | 52,8        |  |
|                | Bernard Serrou     | RPR (URC)      | 9 858        | 30,87        | 16 836      | 47,2        |  |
|                | Alain Jamet        | FN             | 5 540        | 17,35        |             |             |  |
|                | Jacques Bonnet     | PCF            | 2 585        | 8,09         |             |             |  |
|                |                    |                |              |              |             |             |  |
| Inscrits       | Inscrits           | Inscrits       | 52 942       | 100,00       | 52 930      | 100,00      |  |
| Abstentions    | Abstentions        | Abstentions    | 20 438       | 38,6         | 16 453      | 31,08       |  |
| Votants        | Votants            | Votants        | 32 504       | 61,4         | 36 477      | 68,92       |  |
| Blancs et nuls | Blancs et nuls     | Blancs et nuls | 569          | 1,75         | 808         | 2,22        |  |
| Exprimés       | Exprimés           | Exprimés       | 31 935       | 98,25        | 35 669      | 97,78       |  |

Le suppléant de Gérard Saumade était Max Lévita, Inspecteur des Finances.

### Élections de 1993
| Candidat       | Candidat            | Parti          | Premier tour | Premier tour | Second tour | Second tour |  |
| Candidat       | Candidat            | Parti          | Voix         | %            | Voix        | %           |  |
| -------------- | ------------------- | -------------- | ------------ | ------------ | ----------- | ----------- |  |
|                | Bernard Serrou élu  | RPR            | 7 444        | 21,71        | 17 815      | 52,83       |  |
|                | Jean-Louis Lamarque | PS (ADFP)      | 6 595        | 19,24        | 15 905      | 47,17       |  |
|                | Danièle Santonja    | UDF (AD)       | 5 810        | 16,95        |             |             |  |
|                | René Graverot       | FN             | 4 967        | 14,49        |             |             |  |
|                | Jean-Louis Garcia   | Les Verts (EÉ) | 3 209        | 9,36         |             |             |  |
|                | Jacques Bonnet      | PCF            | 2 034        | 5,93         |             |             |  |
|                | Bernard Alibert     | diss. PS       | 1 365        | 3,98         |             |             |  |
|                | Jean-Claude Biau    | SÉGA           | 1 015        | 2,96         |             |             |  |
|                | Alice Idziak        | LT-LNÉ         | 670          | 1,95         |             |             |  |
|                | Maurice Chaynes     | LO             | 559          | 1,63         |             |             |  |
|                | Christian Schembré  | Divers droite  | 404          | 1,18         |             |             |  |
|                | Jean-Felix Degasne  | PLN            | 110          | 0,32         |             |             |  |
|                | Jean-Claude Roger   | AP             | 103          | 0,3          |             |             |  |
|                |                     |                |              |              |             |             |  |
| Inscrits       | Inscrits            | Inscrits       | 54 726       | 100,00       | 54 725      | 100,00      |  |
| Abstentions    | Abstentions         | Abstentions    | 18 858       | 34,46        | 18 167      | 33,2        |  |
| Votants        | Votants             | Votants        | 35 868       | 65,54        | 36 558      | 66,8        |  |
| Blancs et nuls | Blancs et nuls      | Blancs et nuls | 1 583        | 4,41         | 2 838       | 7,76        |  |
| Exprimés       | Exprimés            | Exprimés       | 34 285       | 95,59        | 33 720      | 92,24       |  |

La suppléante de Bernard Serrou était Pierrette Soulas.

### Élections de 1997
| Candidat       | Candidat               | Parti          | Premier tour | Premier tour | Second tour | Second tour |  |
| Candidat       | Candidat               | Parti          | Voix         | %            | Voix        | %           |  |
| -------------- | ---------------------- | -------------- | ------------ | ------------ | ----------- | ----------- |  |
|                | Georges Frêche élu     | PS             | 10 706       | 30,82        | 19 134      | 53,76       |  |
|                | Bernard Serrou sortant | RPR            | 9 294        | 26,75        | 16 458      | 46,24       |  |
|                | Alain Jamet            | FN             | 6 228        | 17,93        |             |             |  |
|                | Jean-Claude Biau       | SÉGA           | 2 306        | 6,64         |             |             |  |
|                | Colette Zannettacci    | PCF            | 2 241        | 6,45         |             |             |  |
|                | Maurice Chaynes        | LO             | 1 060        | 3,05         |             |             |  |
|                | Denis Brouillet        | MDC            | 874          | 2,52         |             |             |  |
|                | Anne-Jacqueline Corral | LDI (MPF)      | 813          | 2,34         |             |             |  |
|                | Pierre Dubois          | US4J           | 643          | 1,85         |             |             |  |
|                | Francis Meynier        | Divers         | 343          | 0,99         |             |             |  |
|                | Catherine Kastler      | Extrême droite | 232          | 0,67         |             |             |  |
|                |                        |                |              |              |             |             |  |
| Inscrits       | Inscrits               | Inscrits       | 54 259       | 100,00       | 54 252      | 100,00      |  |
| Abstentions    | Abstentions            | Abstentions    | 18 099       | 33,36        | 15 910      | 29,33       |  |
| Votants        | Votants                | Votants        | 36 160       | 66,64        | 38 342      | 70,67       |  |
| Blancs et nuls | Blancs et nuls         | Blancs et nuls | 1 420        | 3,93         | 2 750       | 7,17        |  |
| Exprimés       | Exprimés               | Exprimés       | 34 740       | 96,07        | 35 592      | 92,83       |  |

Le suppléant de Georges Frêche était Pierre Maurel, conseiller général du canton de Montpellier-2, maire de Clapiers.

### Élections de 2002
| Candidat       | Candidat                 | Parti             | Premier tour | Premier tour | Second tour | Second tour |  |
| Candidat       | Candidat                 | Parti             | Voix         | %            | Voix        | %           |  |
| -------------- | ------------------------ | ----------------- | ------------ | ------------ | ----------- | ----------- |  |
|                | Georges Frêche sortant   | PS                | 13 419       | 35,84        | 17 654      | 49,68       |  |
|                | Jacques Domergue élu     | UMP               | 12 518       | 33,43        | 17 881      | 50,32       |  |
|                | Hélène Zouroudis         | FN                | 4 474        | 11,95        |             |             |  |
|                | Olivier Taoumi           | Les Verts         | 2 089        | 5,58         |             |             |  |
|                | Dolorès Ben Hamed        | LCR               | 913          | 2,44         |             |             |  |
|                | Françoise Prunier        | PCF               | 828          | 2,21         |             |             |  |
|                | Martine Michel-Deberghes | PRG               | 386          | 1,03         |             |             |  |
|                | Dieter Ries              | MNR               | 377          | 1,01         |             |             |  |
|                | Jean-Claude Diaz         | LT-LNÉ            | 337          | 0,9          |             |             |  |
|                | Gérard Smolinski         | Divers droite     | 318          | 0,85         |             |             |  |
|                | Maurice Chaynes          | LO                | 283          | 0,76         |             |             |  |
|                | Martine Petitout         | Divers            | 279          | 0,75         |             |             |  |
|                | Marine Sauvy             | CPNT              | 258          | 0,69         |             |             |  |
|                | Gérard Straumann         | Divers écologiste | 243          | 0,65         |             |             |  |
|                | Éric Sauvage             | Divers écologiste | 233          | 0,62         |             |             |  |
|                | Hélène Malefond          | S&P               | 187          | 0,5          |             |             |  |
|                | Louis Ferrante           | Divers écologiste | 90           | 0,24         |             |             |  |
|                | Francis Meynier          | Divers gauche     | 85           | 0,23         |             |             |  |
|                | Dominique Fanni          | Divers écologiste | 81           | 0,22         |             |             |  |
|                | Joëlle Denis             | Divers            | 45           | 0,12         |             |             |  |
|                |                          |                   |              |              |             |             |  |
| Inscrits       | Inscrits                 | Inscrits          | 57 788       | 100,00       | 57 786      | 100,00      |  |
| Abstentions    | Abstentions              | Abstentions       | 19 670       | 34,04        | 20 791      | 35,98       |  |
| Votants        | Votants                  | Votants           | 38 118       | 65,96        | 36 995      | 64,02       |  |
| Blancs et nuls | Blancs et nuls           | Blancs et nuls    | 675          | 1,77         | 1 460       | 3,95        |  |
| Exprimés       | Exprimés                 | Exprimés          | 37 443       | 98,23        | 35 535      | 96,05       |  |

Le suppléant de Jacques Domergue était Arnaud Julien, chargé de mission à la Région Languedoc-Roussillon, conseiller municipal de Montpellier.

### Élections de 2007
| Candidat       | Candidat              | Parti          | Premier tour | Premier tour | Second tour | Second tour |  |
| Candidat       | Candidat              | Parti          | Voix         | %            | Voix        | %           |  |
| -------------- | --------------------- | -------------- | ------------ | ------------ | ----------- | ----------- |  |
|                | Arnaud Julien         | UMP            | 14 500       | 37,7         | 18 099      | 46,08       |  |
|                | André Vézinhet élu    | PS             | 13 497       | 35,09        | 21 177      | 53,92       |  |
|                | Philippe Sala         | UDF–MoDem      | 2 653        | 6,9          |             |             |  |
|                | Christian Dupraz      | Les Verts      | 1 936        | 5,03         |             |             |  |
|                | Hélène Zouroudis      | FN             | 1 398        | 3,64         |             |             |  |
|                | Martine Granier       | LCR            | 1 115        | 2,9          |             |             |  |
|                | Françoise Prunier     | PCF            | 945          | 2,46         |             |             |  |
|                | Amal Chantir          | Divers         | 474          | 1,23         |             |             |  |
|                | Claude Brunel         | LT-LNÉ         | 419          | 1,09         |             |             |  |
|                | Patrick Le Roy        | Divers         | 328          | 0,85         |             |             |  |
|                | Maurice Chaynes       | LO             | 202          | 0,53         |             |             |  |
|                | Geneviève Salvatore   | MNR            | 200          | 0,52         |             |             |  |
|                | Philippe Machetel     | MÉI            | 176          | 0,46         |             |             |  |
|                | Alain Andrieux        | DLR            | 170          | 0,44         |             |             |  |
|                | Marine Sauvy          | CPNT           | 168          | 0,44         |             |             |  |
|                | Chantal Chassonnerie  | Divers         | 143          | 0,37         |             |             |  |
|                | Aurélie Marino        | PT             | 131          | 0,34         |             |             |  |
|                | Jean-Marc Dionnet     | Divers         | 3            | 0,01         |             |             |  |
|                | Paul-Hugues Buffelard | Divers         | 1            | 0,00         |             |             |  |
|                |                       |                |              |              |             |             |  |
| Inscrits       | Inscrits              | Inscrits       | 67 096       | 100,00       | 67 096      | 100,00      |  |
| Abstentions    | Abstentions           | Abstentions    | 28 048       | 41,8         | 26 761      | 39,88       |  |
| Votants        | Votants               | Votants        | 39 048       | 58,2         | 40 335      | 60,12       |  |
| Blancs et nuls | Blancs et nuls        | Blancs et nuls | 589          | 1,51         | 1 059       | 2,63        |  |
| Exprimés       | Exprimés              | Exprimés       | 38 459       | 98,49        | 39 276      | 97,37       |  |

### Élections de 2012
| Candidat       | Candidat                 | Parti                         | Premier tour | Premier tour | Second tour | Second tour |  |
| Candidat       | Candidat                 | Parti                         | Voix         | %            | Voix        | %           |  |
| -------------- | ------------------------ | ----------------------------- | ------------ | ------------ | ----------- | ----------- |  |
|                | Anne-Yvonne Le Dain élue | PS                            | 12 030       | 39,34        | 18 666      | 66,35       |  |
|                | Anne Brissaud            | PRV (UMP, NC)                 | 6 112        | 19,98        | 9 467       | 33,65       |  |
|                | René Revol               | FG (PG) (Divers gauche)       | 3 872        | 12,66        |             |             |  |
|                | Yamina Vion              | RBM (FN)                      | 3 435        | 11,23        |             |             |  |
|                | Mustapha Majdoul         | EÉLV                          | 2 019        | 6,60         |             |             |  |
|                | Joseph Francis           | Divers droite                 | 1 211        | 3,96         |             |             |  |
|                | Alain Privat             | CpF (MoDem)                   | 705          | 2,30         |             |             |  |
|                | Éric Schmitt             | AÉI                           | 308          | 1,01         |             |             |  |
|                | Mohamed Haddouti         | CpF (Divers) ,                | 228          | 0,75         |             |             |  |
|                | Martine Granier          | NPA                           | 218          | 0,71         |             |             |  |
|                | Romain Mauger            | Pirate                        | 213          | 0,70         |             |             |  |
|                | Maurice Chaynes          | LO                            | 101          | 0,33         |             |             |  |
|                | Jean-Pierre Sparfel      | POI                           | 72           | 0,24         |             |             |  |
|                | Carole Meyer             | Divers (Mouvement anti-radar) | 68           | 0,22         |             |             |  |
|                | Mickaël Milhorne         | Divers                        | 0            | 0,00         |             |             |  |
|                | Nicolas Jacot            | PRG (GÉ)                      | 0            | 0,00         |             |             |  |
|                | Jérôme Dardouillet       | Divers (Nouveau Tiers Etat)   | 0            | 0,00         |             |             |  |
|                |                          |                               |              |              |             |             |  |
| Inscrits       | Inscrits                 | Inscrits                      | 58 306       | 100,00       | 58 306      | 100,00      |  |
| Abstentions    | Abstentions              | Abstentions                   | 27 233       | 46,71        | 29 161      | 50,01       |  |
| Votants        | Votants                  | Votants                       | 31 073       | 53,29        | 29 145      | 49,99       |  |
| Blancs et nuls | Blancs et nuls           | Blancs et nuls                | 481          | 1,55         | 1 012       | 3,47        |  |
| Exprimés       | Exprimés                 | Exprimés                      | 30 592       | 98,45        | 28 133      | 96,53       |  |

### Élections de 2017
|                                                                           |                                                                                             |                           |                           |                          |                          |
|                                                                           |                                                                                             | Premier tour 11 juin 2017 | Premier tour 11 juin 2017 | Second tour 18 juin 2017 | Second tour 18 juin 2017 |
|                                                                           |                                                                                             |                           |                           |                          |                          |
|                                                                           |                                                                                             | Nombre                    | % des inscrits            | Nombre                   | % des inscrits           |
| Inscrits                                                                  | Inscrits                                                                                    | 60 436                    | 100,00                    | 60 438                   | 100,00                   |
| Abstentions                                                               | Abstentions                                                                                 | 34 044                    | 56,33                     | 37 731                   | 62,43                    |
| Votants                                                                   | Votants                                                                                     | 26 392                    | 43,67                     | 22 707                   | 37,57                    |
|                                                                           |                                                                                             |                           | % des votants             |                          | % des votants            |
| Bulletins blancs                                                          | Bulletins blancs                                                                            | 431                       | 1,63                      | 1 480                    | 6,52                     |
| Bulletins nuls                                                            | Bulletins nuls                                                                              | 156                       | 0,59                      | 550                      | 2,42                     |
| Suffrages exprimés                                                        | Suffrages exprimés                                                                          | 25 805                    | 97,78                     | 20 677                   | 91,06                    |
|                                                                           |                                                                                             |                           |                           |                          |                          |
| Candidat Étiquette politique (partis et alliances)                        | Candidat Étiquette politique (partis et alliances)                                          | Voix                      | % des exprimés            | Voix                     | % des exprimés           |
|                                                                           |                                                                                             |                           |                           |                          |                          |
|                                                                           | Stéphanie Jannin La République en marche                                                    | 7 375                     | 28,58                     | 9 866                    | 47,71                    |
|                                                                           | Muriel Ressiguier La France insoumise                                                       | 5 886                     | 22,81                     | 10 811                   | 52,29                    |
|                                                                           | Nancy Canaud Les Républicains (Union des démocrates et indépendants)                        | 2 931                     | 11,36                     |                          |                          |
|                                                                           | Pierre Aliotti Front national                                                               | 2 100                     | 8,14                      |                          |                          |
|                                                                           | Fatima Bellaredj Parti socialiste                                                           | 1 784                     | 6,91                      |                          |                          |
|                                                                           | Coralie Mantion Europe Écologie Les Verts                                                   | 1 339                     | 5,19                      |                          |                          |
|                                                                           | Anne-Yvonne Le Dain (députée sortante) Divers gauche                                        | 1 328                     | 5,15                      |                          |                          |
|                                                                           | Mustapha Abdelli Divers                                                                     | 294                       | 1,14                      |                          |                          |
|                                                                           | Fouad Lazaar Divers gauche                                                                  | 285                       | 1,10                      |                          |                          |
|                                                                           | Isabel Cabeca Parti communiste français                                                     | 278                       | 1,08                      |                          |                          |
|                                                                           | Zoé de Bonduwe Alliance écologiste indépendante                                             | 255                       | 0,99                      |                          |                          |
|                                                                           | Claudia Dechassat Debout la France                                                          | 228                       | 0,88                      |                          |                          |
|                                                                           | Eddine Ariztegui Parti animaliste                                                           | 221                       | 0,86                      |                          |                          |
|                                                                           | Elie Guerreiro-Viseu Union populaire républicaine                                           | 207                       | 0,80                      |                          |                          |
|                                                                           | Patrick Boot Écologiste (Confédération pour l'homme, l'animal et la planète)                | 190                       | 0,74                      |                          |                          |
|                                                                           | Antoine Rollet Divers (#MaVoix)                                                             | 189                       | 0,73                      |                          |                          |
|                                                                           | Dalila Yousfi Parti radical de gauche                                                       | 159                       | 0,62                      |                          |                          |
|                                                                           | Claire Goyat Divers (Parti du vote blanc)                                                   | 153                       | 0,59                      |                          |                          |
|                                                                           | Sylvie Vayssade Nouvelle Donne                                                              | 151                       | 0,59                      |                          |                          |
|                                                                           | Hssain Imougar Divers gauche                                                                | 147                       | 0,57                      |                          |                          |
|                                                                           | Didier Michel Lutte ouvrière                                                                | 139                       | 0,54                      |                          |                          |
|                                                                           | Sébastien Higuet Divers gauche                                                              | 133                       | 0,52                      |                          |                          |
|                                                                           | Célia Lutrat Divers (Allons enfants !)                                                      | 32                        | 0,12                      |                          |                          |
|                                                                           | Francis Meynier Divers gauche (Alliance européenne pour la paix, la prospérité, le partage) | 1                         | 0,00                      |                          |                          |
| Source : Ministère de l'Intérieur - Deuxième circonscription de l'Hérault |                                                                                             |                           |                           |                          |                          |

### Élections de 2022
| Résultats des élections législatives des 12 et 19 juin 2022 de la 2e circonscription de l'Hérault |                          |                          |                          |              |              |             |             |
| Candidat                                                                                          | Candidat                 | Parti et coalition       | Nuance                   | Premier tour | Premier tour | Second tour | Second tour |
| Candidat                                                                                          | Candidat                 | Parti et coalition       | Nuance                   | Voix         | %            | Voix        | %           |
|                                                                                                   | Nathalie Oziol           | LFI (NUPES)              | NUP                      | 11 513       | 40,37        | 17 008      | 63,33       |
|                                                                                                   | Annie Yague              | LREM (ENS)               | ENS                      | 5 282        | 18,52        | 9 847       | 36,67       |
|                                                                                                   | Fatima Bellaredj         | PS diss.                 | DVG                      | 3 406        | 11,94        |             |             |
|                                                                                                   | Flavia Mangano           | RN                       | RN                       | 2 490        | 8,73         |             |             |
|                                                                                                   | Muriel Ressiguier        | LFI diss.                | DVG                      | 1 424        | 4,99         |             |             |
|                                                                                                   | Sophie Defretin          | REC                      | REC                      | 1 195        | 4,19         |             |             |
|                                                                                                   | Mahfoud Benali           | LREM diss. (ÉMP)         | DVC                      | 1 011        | 3,55         |             |             |
|                                                                                                   | Anne Brissaud            | LC                       | DVC                      | 896          | 3,14         |             |             |
|                                                                                                   | Valérie Briot            | UDI                      | UDI                      | 476          | 1,67         |             |             |
|                                                                                                   | Philippe Lechat          | PA                       | ECO                      | 296          | 1,04         |             |             |
|                                                                                                   | Didier Michel            | LO                       | DXG                      | 133          | 0,47         |             |             |
|                                                                                                   | Kadija Zbairi            | SE                       | ECO                      | 130          | 0,46         |             |             |
|                                                                                                   | Manuel Roque             | UDMF                     | DVG                      | 100          | 0,35         |             |             |
|                                                                                                   | Frédéric Assié           | SE                       | DVG                      | 89           | 0,31         |             |             |
|                                                                                                   | Flavio Dalmau            | LREM diss. (TUPLV)       | DVC                      | 70           | 0,25         |             |             |
|                                                                                                   | William Olhasque         | PP                       | DIV                      | 5            | 0,02         |             |             |
| Votes valides                                                                                     | Votes valides            | Votes valides            | Votes valides            | 28 516       | 98,50        | 26 855      | 94.40       |
| Votes blancs                                                                                      | Votes blancs             | Votes blancs             | Votes blancs             | 299          | 1,03         | 1149        | 4.04        |
| Votes nuls                                                                                        | Votes nuls               | Votes nuls               | Votes nuls               | 136          | 0,47         | 443         | 1.56        |
| Total                                                                                             | Total                    | Total                    | Total                    | 28 951       | 100          | 28 447      | 100         |
| Abstention                                                                                        | Abstention               | Abstention               | Abstention               | 36 465       | 55,74        | 36 984      | 56.52       |
| Inscrits / participation                                                                          | Inscrits / participation | Inscrits / participation | Inscrits / participation | 65 416       | 44,26        | 65 431      | 43.48       |

### Élections de 2024
Députée sortante : Nathalie Oziol (La France insoumise).
| Candidat                 | Candidat                 | Parti et coalition       | Nuance                   | Premier tour | Premier tour |
| Candidat                 | Candidat                 | Parti et coalition       | Nuance                   | Voix         | %            |
| ------------------------ | ------------------------ | ------------------------ | ------------------------ | ------------ | ------------ |
|                          | Nathalie Oziol           | LFI (NFP)                | UG                       | 24 707       | 58,22        |
|                          | Robert Le Stum           | RE (ENS)                 | ENS                      | 7 230        | 17,04        |
|                          | Flavia Mangano           | RN                       | RN                       | 7 202        | 16,97        |
|                          | Sandra Houée             | LR - NÉ (UDC)            | LR                       | 1 821        | 4,29         |
|                          | Christelle Boyer         | VD - UDI                 | UDI                      | 1 157        | 2,73         |
|                          | Didier Michel            | LO                       | EXG                      | 301          | 0,71         |
|                          | Hugo Leboon              | SE                       | DIV                      | 19           | 0,04         |
|                          |                          |                          |                          |              |              |
| Votes valides            | Votes valides            | Votes valides            | Votes valides            | 42 437       | 98,08        |
| Votes blancs             | Votes blancs             | Votes blancs             | Votes blancs             | 547          | 1,26         |
| Votes nuls               | Votes nuls               | Votes nuls               | Votes nuls               | 282          | 0,65         |
| Total                    | Total                    | Total                    | Total                    | 43 266       | 100          |
| Abstention               | Abstention               | Abstention               | Abstention               | 23 960       | 35,64        |
| Inscrits / participation | Inscrits / participation | Inscrits / participation | Inscrits / participation | 67 226       | 64,36        |